# Túnel Maria Maluf
O Complexo Viário Maria Maluf é um importante conjunto de vias subterrâneas da cidade de São Paulo, inaugurado em 1994, durante a gestão do prefeito Paulo Maluf, após ser interrompida na gestão anterior. Faz a ligação entre o corredor da Av. dos Bandeirantes com a Av. Presidente Tancredo Neves, possibilitando a ligação da Marginal Pinheiros com a Via Anchieta.